# Frank and Ollie
Frank e Ollie é um documentário de 1995 sobre a vida e as carreiras de Frank Thomas e Ollie Johnston, dois animadores-chefes que trabalharam no Walt Disney Animation Studios desde seus primeiros anos até suas respectivas aposentadorias, no final dos anos 1970. O filme foi escrito, dirigido e produzido por Theodore Thomas, que é filho de Frank Thomas. Um número de outras figuras importantes no mundo da animação também são entrevistados sobre a influência de Frank e Ollie na animação moderna e sobre sua amizade pessoal.

## Conceito
O filme consiste principalmente em anedotas de Frank Thomas e Ollie Johnston sobre suas carreiras como animadores durante o longo período em que trabalharam no Walt Disney Studios, começando com suas contratações um par de anos antes do lançamento de Branca de Neve e os Sete Anões. Eles falam sobre os sucessos e as dificuldades do estúdio de Walt Disney ao longo dos anos, incluindo a produção dos primeiros trabalhos de Disney, como Pinóquio e Fantasia, a diminuição nos negócios devido à Segunda Guerra Mundial, a morte inesperada de Walt Disney em 1966 e a importância que teve o sucesso de The Jungle Book em 1967. Essas anedotas são pontuadas por imagens de arquivo de vários filmes da Disney, bem como entrevistas com animadores contemporâneos da Disney, historiadores de animação e entrevistas com as respectivas esposas de Frank e Ollie. Imagens do cotidiano de Frank e Ollie em suas casas em La Cañada Flintridge, Califórnia também são destaque.
Periodicamente no filme, Frank ou Ollie (geralmente Ollie) irão atuar ou descrever uma cena de um filme da Disney que eles animaram, e então mostrar a cena do filme. Várias de suas anedotas também falam sobre cenas concebidas por outros animadores. O filme também fala bastante sobre Os Nove Anciões, a equipe de animadores sênior que comandou o Walt Disney Studios por várias décadas. Outros temas recorrentes na obra, são a paixão de Ollie Johnston por ferromodelismo e o livro Animação da Disney: A Ilusão da Vida, escrito pelos dois protagonistas

## Lançamento e recepção
O filme foi exibido pela primeira vez no Festival Internacional de Cinema de Toronto em setembro de 1995, antes de ganhar um lançamento teatral limitado em outubro do mesmo ano. As críticas sobre o filme foram em sua maioria positivas e no agregador de críticas de televisão e cinema Rotten Tomatoes, Frank and Ollie tem 88% de aprovação, baseado em 8 críticas. Por anos, o filme ficou meio esquecido tendo recebido apenas lançamento limitado tanto no cinema quanto em VHS. No entanto, em 2003, o filme foi lançado em DVD em uma edição especial, incluindo diversos conteúdos extras, tais como: comentário, 5.1 Dolby Digital Surround Sound, o making-of do filme, cenas das primeiríssimas animações de Frank e Ollie feitas para a Disney, e alguns dos filmes caseiros feitos pelos protagonistas. Theodore Thomas dirigiria, tempos depois, o filme Walt e El Grupo, que foi lançado em festivais de cinema em 2009.